# لانغكاسوكا
تُعتبر لانغاسوكا (بالإنجليزية: Langkasuka)‏ من ممالك الملايو القديمة (الهندوسية البوذية) وهي تقع على شبه جزيرة الملايو. اشتُق الاسم من اللغة السنسكريتية في الأصل؛ ويعتقد أنها خليط من كلمة لانغا التي تعني «الأرض اللامعة» - وكلمة سوكا تعني «النعيم». وتُعتبر المملكة، إلى جانب مملكة قدح القديمة، من بين أوائل الممالك التي تأسست على شبه جزيرة الملايو. تدور بعض النقاشات حول الموقع الدقيق للملكة، ولكن الاكتشافات الأثرية في منطقة يارانغ بالقرب من باتاني، تايلاند، تُشير إلى موقع محتمل. ويعتقد أيضًا أن المملكة قد تأسَّست في القرن الثاني.
وفقًا للأسطورة التي وردت في حكاية ميرونغ ماهاوانغسا، تأسَّست المملكة وسُميت من قِبَل ميرونغ ماهاوانغسا. يوجد اقتراح آخر يقول بأن الاسم ربما كان مستمد من لانغا أو أشوكا، وهو الملك الهندوسي المحارب الأسطوري من الإمبراطورية الماورية الذي تحوَّل في النهاية إلى داعية سلام بعد تبنِّيه المُثل العليا التي اعتنقتها الديانة البوذية، وقيل بأن المستعمرين الهنود الأوائل في جزيرة الملايو قد أسموا مملكة لانغاسوكا على شرفه. وقدَّمت المصادر التاريخية الصينية بعض المعلومات عن المملكة أيضًا وذكرت اسم الملك بهاجاداتا الذي أرسل مبعوثين إلى المحكمة الصينية.

## الموقع
تقول مصادر صينية وعربية بأن المملكة القديمة وُجدت على الساحل الشرقي لشبه جزيرة الملايو. ذكر كتاب تانغ الجديد أن مملكة لانغاسوكا قريبة من مملكة بان بان ومن خلال الخريطة الخاصة بسلالة مينغ العسكرية ووبي زي فهي تُحدِّد موقع مملكة لانغاسوكا بالقرب من نهر باتاني جنوب مدينة سونغكلا. بالإضافة إلى أن النصّ العربي الذي يعود للقرن الخامس عشر الذي يُحدد موقع المملكة في المنطقة جنوبي سونغكلا. نجد المعلومات المتناقضة الوحيدة في نص الملايو الأخير حكاية مارونغ ماهاوانغسا الذي حدَّد موقعها على الساحل الغربي لحدود مملكة قدح الحديثة، على الرغم من ارتباطها بعلاقات سياسية مع مدينة باتاني. تعتبر بعض المصادر الصينية والعربية والهندية أن كل من مملكتي قدح ولانغاسوكا كيانين جغرافيين منفصلين. وقد ذُكرت المملكة في قصيدة ناغاركريتاغاما على أنها واقعة في شمال منطقة ساي بوري، غير أنه يبدو أنها تُشير إلى الموقع الأصلي على الساحل الغربي ولكنه نُقِل فيما بعد إلى الشرق.
في عام 1961، ومع أخذ المصادر المختلفة في عين الاعتبار، استنتج الجغرافي والمؤرخ بول ويتلي أن لانغاسوكا ينبغي أن يكون موقعها بالقرب من مدينة باتاني الحديثة. اقترح عالم الآثار الفرنسي والمؤرخ ميشيل جاك-هيرغولاسي بأن موقع مصب نهر باتاني السابق بالقرب من يارانغ يُعتبر موقع محتمل لمملكة لانغاسوكا. اقترح أيضًا أن تكون المنطقة بأكملها الواقعة بين باتاني وسيبوري ويالا جزءًا من المملكة. وقد ظهرت نتائج عمليات الاستكشافات الأثرية الحديثة عن آثار بالقرب من يارانغ، وهي قرية تقع على بعد خمسة عشر كيلومترًا جنوب مدينة باتاني، وقد تكون هي المدينة ذاتها التي ورد ذكرها في كتاب ليانغشو. تقع المدينة في الداخل على بعد 10 أميال من الساحل على طول الأنهار المؤدية إلى البحر عبر قنوات التي قد انحدرت إلى حدّ كبير جراء طمي المجاري المائية.